# Освіта у Стародавній Греції
В елліністичний період Стародавньої Греції, важливою складовою розвитку грецької культури вважалося навчання в гімназії. Також, важливе історичне значення для стародавніх греків та римлян мало і фізичне виховання. Відтак, у Стародавній Греції існували дві форми навчання: формальна та неформальна. Формальна (офіційна) освіта надавалася у державній школі або приватним репетитором, а неформальна (не офіційна) освіта надавалася безкоштовним вчителем в непублічних місцях. Освіта була важливою складовою особистості людини.
Офіційна грецька освіта була насамперед для чоловіків та вільних людей.

## Ісократ (436–338 рр. до н. е.)
Ісократ був впливовим класичним афінським оратором. Вирісши в Афінах, Ісократ мав таких педагогів, як Сократ і Горгій, які у молодому віці допомогли йому розвинути виняткову риторику. Коли він подорослішав і його розуміння освіти розвинулося, Ісократ ігнорував важливість мистецтва та інших наук, вважаючи, що риторика -  це ключ до чесноти. Він вважав, що метою освіти є вироблення громадянської ефективності та політичного лідерства, а отже, здатність добре говорити та переконувати, що стало наріжним каменем його освітньої теорії. Однак на той час не існувало чіткої навчальної програми вищої освіти, існували лише софісти, які постійно подорожували. Відтак, Ісократ заснував свою школу риторики близько 393 р. до н.е. Школа була створена не противагу Академії Платона (близько 387 р. до н. е.), яка в значній мірі базувалася на науці, філософії та діалектиці.

## Платон (428–348 рр. до н. е.)

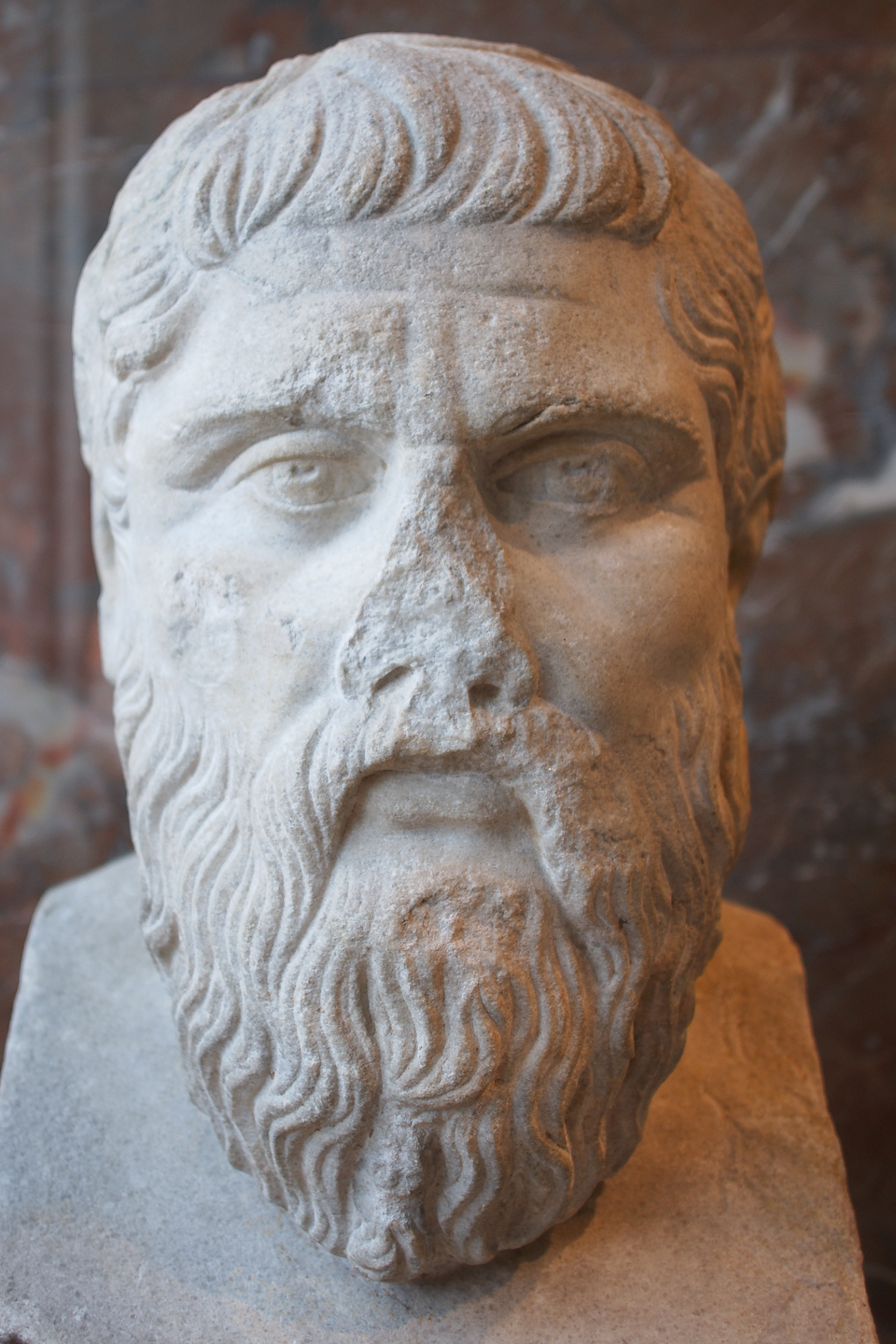
Бюст Платона на виставці в Луврі

Платон був філософом в класичних Афінах, який навчався у Сократа, зрештою став одним з його найвідоміших студентів. Після страти Сократа Платон у гніві покинув Афіни, відкинувши політичну кар’єру та відправившись до Італії та Сицилії. Через десять років він повернувся, щоб заснувати свою школу - Академію (бл. 387 р. до н. е.), яку назвав на честь грецького героя Академоса. Платон сприймав освіту як метод розвитку громадян, які могли б діяти як члени громадянської спільноти в Афінах. Відтак, Платон вважав, що афіняни можуть здобути освіту через досвід участі у спільноті, але він також розумів важливість особистого навчання або вищої освіти для розвитку громадянської чесноти. Отже, такі його міркування стали основою для заснування Академії Платона, що часто вважається першим університетом.
Саме в цій школі Платон часто презентував і обговорював свою освітню програму, яку він виклав у своїй найвідомішій праці - Республіка. У цьому творі Платон описує суворий процес, який потрібно пройти, щоб досягти справжньої чесноти і зрозуміти реальність такою, якою вона є насправді. На думку Платона, освіта, необхідна для таких досягнень має включати початкову освіту в галузі музики, поезії та фізичної підготовки, два -три роки обов'язкової військової підготовки, десять років математичних наук, п'ять років діалектичної підготовки та п'ятнадцять років практичної роботи в сфері політики. Кілька осіб, здатних досягти такого рівня, стануть королями-філософами, лідерами ідеального міста Платона.

## Арістотель (384–322 рр. до н. е.)

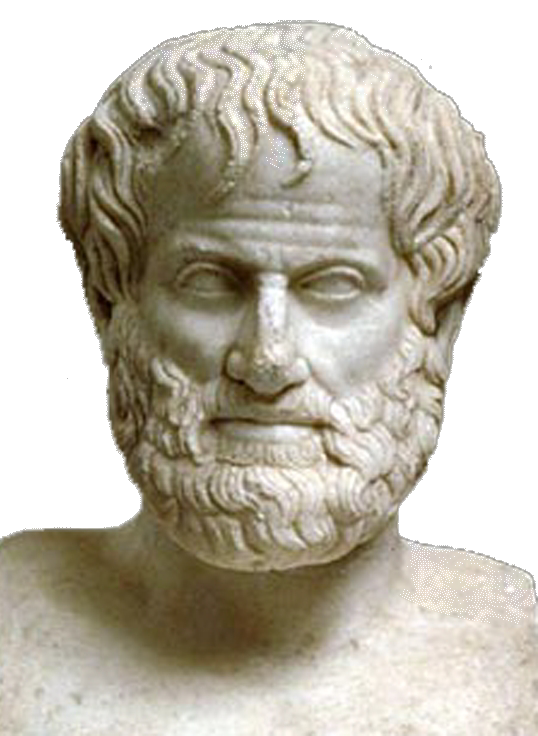
Бюст Аристотеля

Арістотель — класичний грецький філософ. Народився у Стагірі, Халкідіце. Ще у підлітковому віці приєднався до Академії Платона в Афінах і залишився там до тридцяти семи років. Однак, після смерті Платона Аристотель покинув Академію. Його відхід з Академії також ознаменував його від'їзд з Афін. Після від'їзду з Афін Аристотель приєднався до Гермея, колишнього студента Академії Платона, який став правителем Атарнея та Ассоса на північно-західному узбережжі Анатолії (нинішня Туреччина). Отримавши в 342 р. до н.е. запрошення від короля Македонського Філіпа, стати вихователем його тринадцятирічного сина Олександра Аристотель залишає Анатолію і  переїжджає до Пелли, щоб розпочати свою роботу з хлопчиком, який незабаром стане відомим як Олександр Македонський. Коли Арістотель повернувся до Афін у 352 р. до н. д., Олександр допоміг йому профінансувати школу Арістотеля — Ліцей. В значній мірі в ліцеї займалися дослідженнями та систематичним збором інформації. Арістотель вважав, що діалектичні стосунки між студентами, які проводять дослідження, можуть перешкодити пошукам істини. Таким чином, значна частина роботи в школі була зосереджена на дослідах, проведених емпірично.

### Першоджерела (давньогрецька мова)
- Дивіться оригінальний текст у програмі Персей.
- Лікург, Контра Леократем.
- Aristophanes (2002). Lysistrata and Other Plays. New York: Penguin Classics.
- Plutarch. The Training of Children, c. 110 CE.. Дивіться оригінальний текст у .
- Plutarch (1960). The Rise and Fall of Athens: Nine Greek Lives. New York: Penguin Classics.
- Xenophon (28 січня 2010). Xenophon on the Spartans. Ancient History Sourcebook.. Дивіться оригінальний текст у .

### Вторинні джерела
- Marrou, Henri-Irénée (1956). A History of Education in Antiquity. University of Wisconsin Press.
- Adkins, Lesley and Roy A. (2005). Handbook to Life in Ancient Greece. New York: Facts On File, Inc.
- Downey, Glanville (May 1957). Ancient Education. The Classical Journal. 52 (8): 337—345.
- Ed. Sienkewicz, Thomas J (2007). Ancient Greece: Daily Life and Customs. Т. 1. Hackensack, NJ: Salem Press, Inc.
- Ed. Sienkewicz, Thomas J (2007). Ancient Greece: Education and Training. Т. 2. Hackensack, NJ: Salem Press, Inc.
- Mavrogenes, Nancy A (May 1980). Reading in Ancient Greece. Journal of Reading. 23 (8): 691—697.
- Pomeroy, Sarah B. (2002). Spartan Women. Oxford: Oxford University Press.